# Dorfkirche Niederseefeld

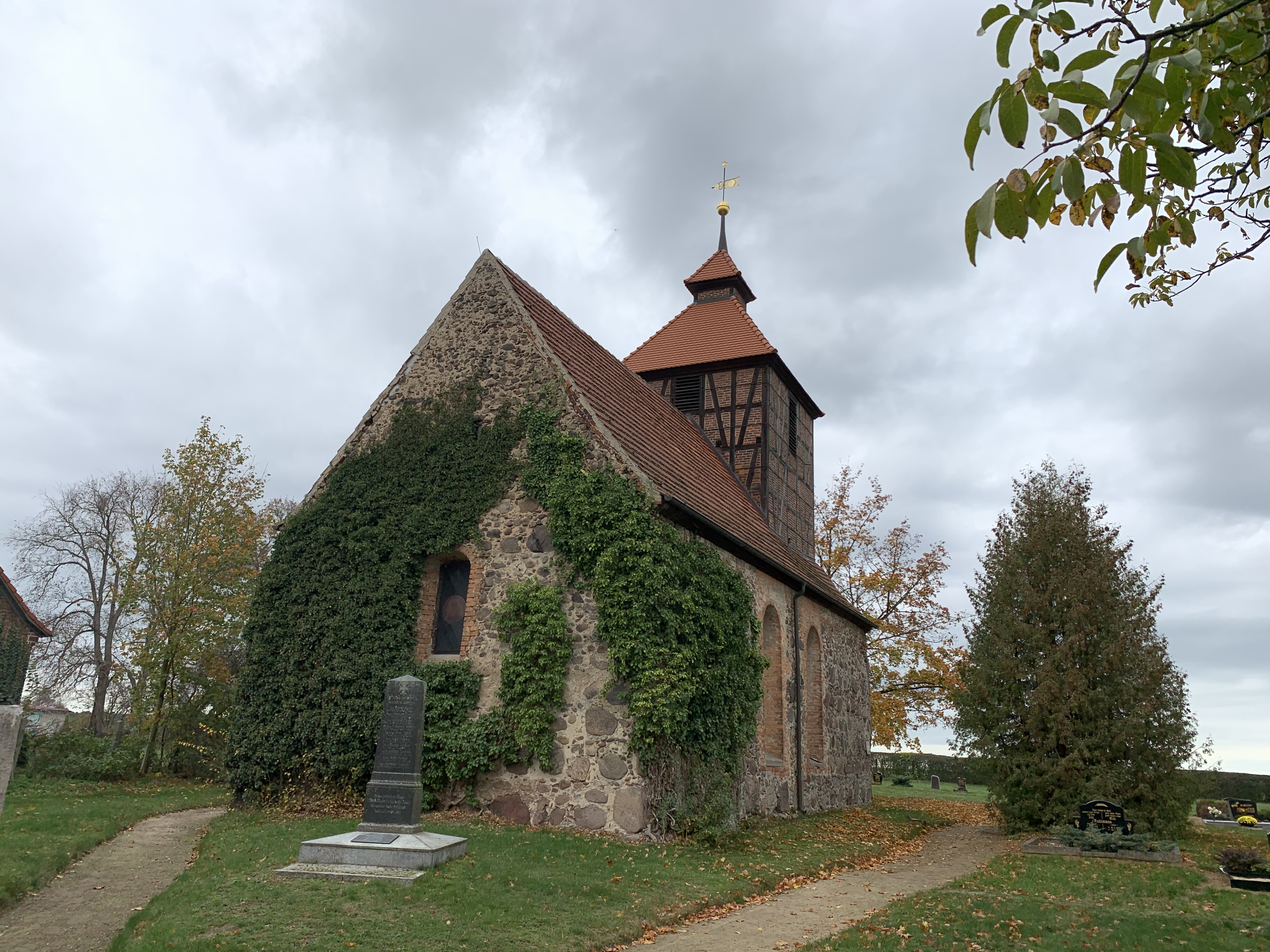
Dorfkirche Niederseefeld

Die evangelische Dorfkirche Niederseefeld ist eine spätgotische Feldsteinkirche aus dem 15. Jahrhundert in Niederseefeld, einem Wohnplatz im Ortsteil Hohenseefeld der Gemeinde Niederer Fläming im Landkreis Teltow-Fläming im Land Brandenburg. Die Kirchengemeinde gehört zum Kirchenkreis Zossen-Fläming der Evangelischen Kirche Berlin-Brandenburg-schlesische Oberlausitz.

## Lage
Die Niederseefelder Straße führt von Norden kommend in südlicher Richtung durch den Ort. Westlich der Straße steht das Bauwerk auf einem Grundstück mit einem Kirchfriedhof, der mit einem Zaun eingefriedet ist.

## Geschichte
Das Dehio-Handbuch vermutet, dass die Kirche „wohl“ im 15. Jahrhundert entstanden ist. Die zuvor spitzbogenförmigen Öffnungen wurden in den Jahren 1882 und 1883 größtenteils verändert. Im Jahr 2024 ist das Bauwerk sanierungsbedürftig: Der Giebel muss verputzt werden, an einigen Stellen im Westturm drückt das Mauerwerk heraus; die Tür der Leichenhalle muss restauriert werden.

## Baubeschreibung

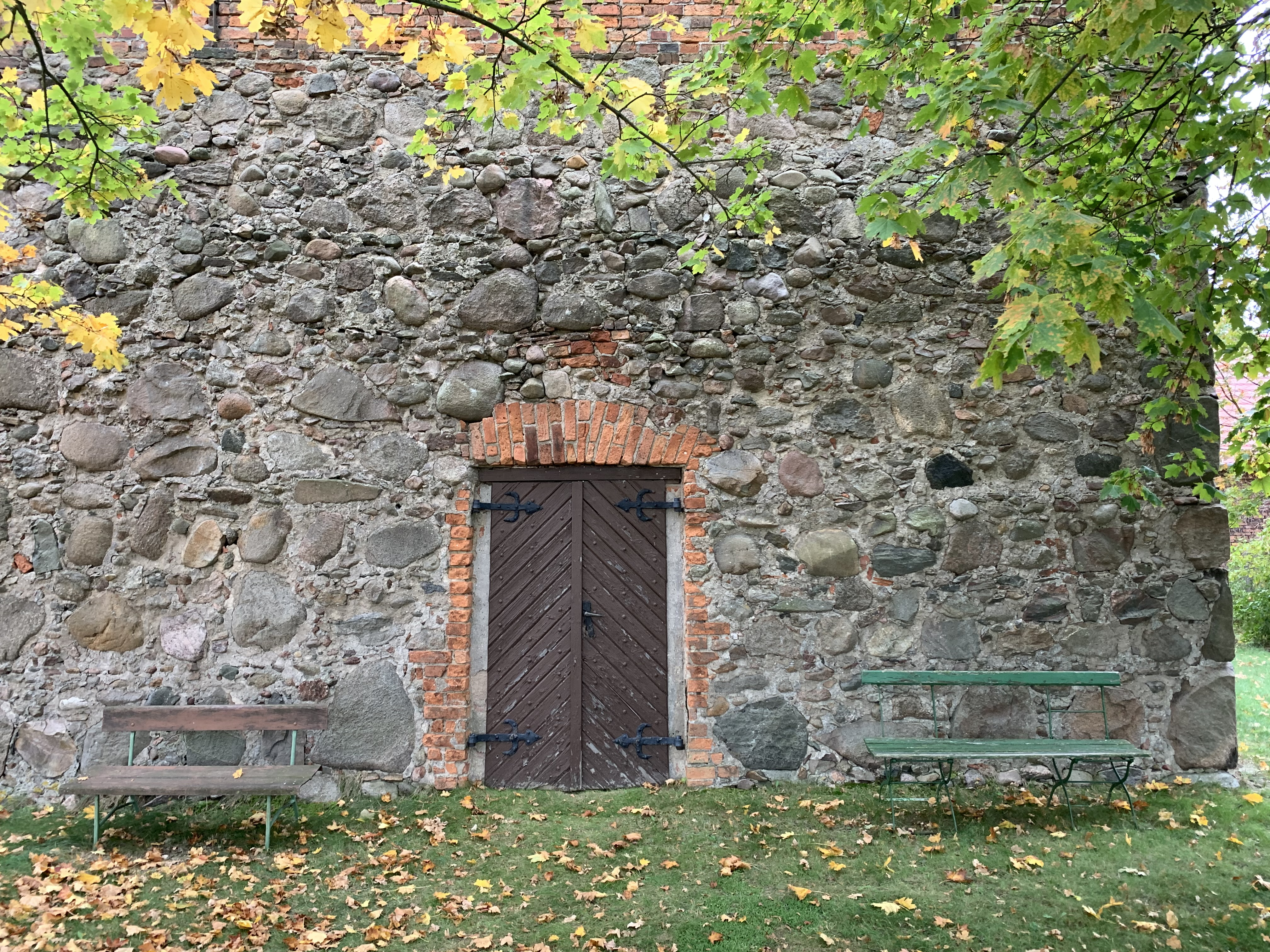
Westportal

Das Bauwerk entstand im Wesentlichen aus unbehauenen und nicht lagig geschichteten Feldsteinen, Mauersteinen sowie Mischmauerwerk. Der Chor ist gerade und nicht eingezogen. Mittig ist ein rundbogenförmiges Fenster, dessen Fasche aus rötlichem Mauerstein erstellt wurde und daher vermutlich nicht bauzeitlich ist. Im Giebel ist eine kleine und hochrechteckige Öffnung.
Das Kirchenschiff hat einen rechteckigen Grundriss. An der Nord- und Südseite sind je drei große Rundbogenfenster, dessen Faschen ebenfalls aus Mauersteinen erstellt wurden. An der Südseite ist zwischen mit östlichen und mittleren Joch ein zweifach gestuftes, spitzbogenförmiges Portal mit einer hölzernen Pforte.
Der Kirchturm nimmt die volle Breite des Schiffs auf. Er kann von Westen her über eine große und rechteckige Pforte betreten werden. Während der untere Bereich aus Mischmauerwerk errichtet wurde, verwendeten Handwerker im Giebel ausschließlich Mauerstein. Darüber erhebt sich ein quadratischer Aufsatz, der aus Fachwerk errichtet wurde. Das Gefach wurde wiederum mit Mauerstein erstellt. An jeder Seite ist eine rechteckige Klangarkade; darüber ein Pyramidendach, auf dem eine kleine Turmhaube errichtet wurde. Diese schließt mit einem weiteren Pyramidendach, Turmkugel, Wetterfahne und Stern ab.

## Ausstattung

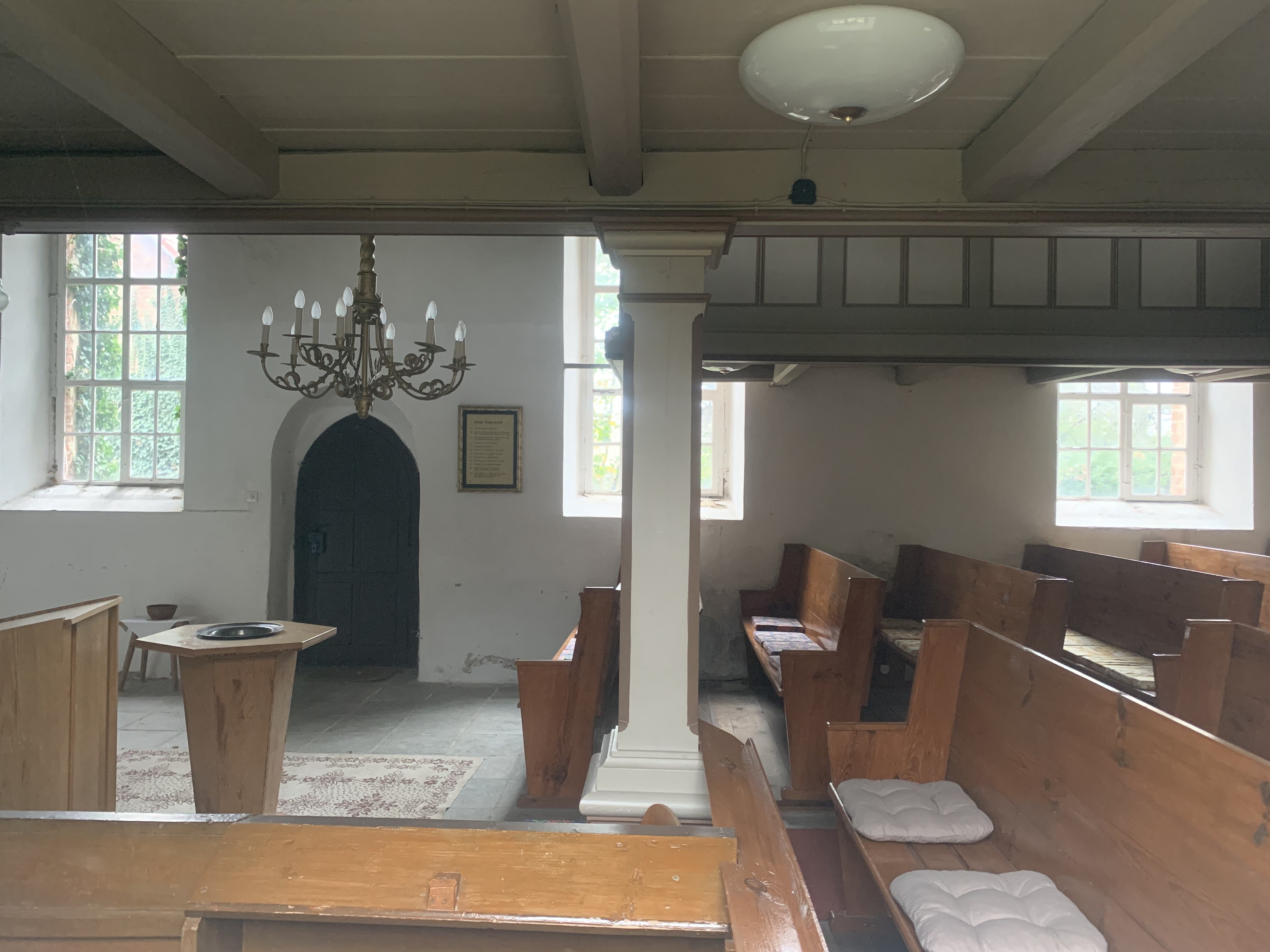
Blick ins Kirchenschiff

Der Kanzelaltar stammt aus dem Jahr 1883, besitzt aber eine ältere Rahmung. In der Predella ist das Abendmahl Jesu abgebildet. Zur weiteren Kirchenausstattung gehören eine pokalförmige, spätgotische Fünte sowie eine Hufeisenempore aus dem Jahr 1883. Das Bauwerk ist in seinem Innern flach gedeckt.
Östlich des Chores erinnert ein Obelisk an die Gefallenen aus dem Ersten Weltkrieg. Eine zusätzlich angebrachte Platte an seinem Fuß erinnert an die Gefallenen aus dem Zweiten Weltkrieg.